# (26653) Amymeyer
(26653) Amymeyer est un astéroïde de la ceinture principale d'astéroïdes.

## Description
(26653) Amymeyer est un astéroïde de la ceinture principale d'astéroïdes. Il fut découvert le 4 septembre 2000 à Socorro (Nouveau-Mexique) par le projet LINEAR. Il présente une orbite caractérisée par un demi-grand axe de 2,32 UA, une excentricité de 0,17 et une inclinaison de 5,8° par rapport à l'écliptique.

## Compléments